# 25 Watts
25 Watts és una pel·lícula uruguaiana dirigida i escrita per Juan Pablo Rebella i Pablo Stoll el 2001. Aquesta comèdia dramàtica de cinema independent és protagonitzada per Daniel Hendler, Jorge Temponi i Alfonso Tort. Va rebre un total de deu premis internacionals i tres nominacions més, incloent-hi les del Festival de Cinema de Rotterdam i les de L'Havana.

## Argument
La pel·lícula presenta les 24 hores en la vida de tres joves a Montevideo. Tracta sobre la peripècia de tres joves, Leche, Javi i Seba, intentant sobreviure fins al proper diumenge. Tenen moltes dificultats relacionades amb els estudis, les noies, i les seves vides només giren al voltant de la beguda quan no estan dormint o coneixent gent estranya, com el noi boig que fa els repartiments, un drogaddicte retardat i un aficionat a les pel·lícules pornogràfiques.
Javi aconsegueix una feina per conduir un vehicle que promociona una fàbrica de pasta, mentre que Leche, qui hauria d'estar estudiant per als seus exàmens, té fantasies amb la seva professora d'italià, i Seba és assaltat per traficants de droga quan l'únic que vol fer és anar a casa seva per veure pornografia.

## Repartiment
- Daniel Hendler: Leche
- Jorge Temponi: Javi
- Alfonso Tort: Seba
- Valentín Rivero: Hernán, amic
- Walter Reyno: Don Héctor, cap de Javi

## Premis i nominacions
- Associació Uruguaiana de Crítics de Cinema: Premi AUCC, millor pel·lícula uruguaiana, 2001.
- Festival de Cinema de Bogotà: Menció d'honor, Juan Pablo Rebella; Per tractar els problemes dels joves; 2001.
- Festival Internacional de Cinema Independent de Buenos Aires: Millor actor, Daniel Hendler, Jorge Temponi i Alfonso Tort; Premi FIPRESCI, Juan Pablo Rebella, Pablo Stoll.
- Festival Internacional de Cinema de València Cinema Jove: Pablo Stoll i Juan Pablo Rebella.
- Festival de Cinema de L'Havana: Pablo Stoll i Juan Pablo Rebella; 2001.
- Festival de Cinema Llatinoamericà de Lima: Juan Pablo Rebella i Pablo Stoll; 2001.
- Festival Internacional de Cinema de Rotterdam: Premi MovieZone, Juan Pablo Rebella i Pablo Stoll; Premi Tigre, Juan Pablo Rebella i Pablo Stoll; 2001.